# Giải của Hội phê bình phim online cho kịch bản chuyển thể hay nhất

Giải của Hội phê bình phim online cho kịch bản chuyển thể hay nhất là một trong các giải của Hội phê bình phim online dành cho kịch bản chuyển thể được bầu chọn là hay nhất trong năm.
Dưới đây là danh sách các kịch bản chuyển thể đoạt giải:

### Thập niên 1990
| Năm  | Kịch bản phim | Tác giả                      | Nguồn                          |
| ---- | ------------- | ---------------------------- | ------------------------------ |
| 1998 | Out of Sight  | Scott Frank                  | tiểu thuyết của Elmore Leonard |
| 1999 | Election      | Alexander Payne & Jim Taylor | tiểu thuyết của Tom Perrotta   |

### Thập niên 2000
- 2001: Memento

tác giả Christopher Nolan
- 2002: Adaptation.

tác giả Charlie Kaufman & Donald Kaufman
- 2003: The Lord of the Rings: The Return of the King

tác giả Philippa Boyens, Peter Jackson & Fran Walsh
- 2004: Sideways

tác giả Alexander Payne & Jim Taylor
- 2005: Brokeback Mountain

tác giả Larry McMurty & Diana Ossana
- 2006: Children of Men

tác giả Alfonso Cuaron, Timothy J. Sexton, David Arata, Mark Fergus & Hawk Ostby
- 2007: No Country for Old Men

tác giả Ethan & Joel Coen
- 2008: Let the Right One In

tác giả John Ajvide Lindqvist
Bản mẫu:Online Film Critics Society Awards